# Franz Müller von Reichenstein
Franz Leonhard Müller Freiherr von Reichenstein (* 3. Oktober 1819 in Hermannstadt; † 28. Jänner 1880 in Oberdöbling) war ein österreichischer Beamter und Politiker. Er war von 1863 bis 1865 Abgeordneter zum Abgeordnetenhaus des Österreichischen Reichsrats.

## Leben
Müller von Reichenstein wurde als Sohn des Bergrates und Freiherrn Karl Emmerich Müller von Reichenstein im österreichischen Siebenbürgen geboren. Er hatte eine Schwester (Josepha Margaretha, * 1818) und war ein Enkel des Naturwissenschaftlers Franz Joseph Müller von Reichenstein. Müller von Reichenstein trat im Jahr 1838 in Siebenbürgen in den Staatsdienst und arbeitete zunächst als Konzeptspraktikant. Danach trat er 1847 als Konzipist in den Dienst der allgemeinen Hofkammer bzw. 1848 des Innenministeriums. 1849 folgte seine Beigabe an den Zivilkommissär für Siebenbürgen. Seine weitere berufliche Laufbahn führte ihn in die Funktion eines Ministerialsekretärs des Innenministeriums, danach wurde er 1853 Statthaltereirat. Im Jahr 1854 wechselte Müller von Reichenstein als Hofrat an die Statthalterei-Abteilung in Großwardein, danach wurde er 1855 zum Ministerialrat im Innenministerium und Rat am Obersten Urbanialgericht befördert. Ab 1858 stand er im Dienst der Zivilsektion des ungarischen General-Gouvernements, 1861 wechselte er als Vizekanzler zur siebenbürgischen Hofkanzlei nach Wien. Im Zuge der Auflösung der siebenbürgischen Hofkanzlei wurde Müller von Reichenstein 1867 in Disponibilität gesetzt.
Müller von Reichenstein wurde 1863 vom Siebenbürgischen Landtag zum Abgeordneter des Abgeordnetenhauses gewählt. Er gehörte diesem zwischen dem 20. Oktober 1863 und dem 15. Februar 1864 sowie zwischen dem 12. November 1864 und dem 20. September 1865 an. Die Unterbrechung resultierte aus dem Erlöschen des Mandats nach dem Zusammentritt des neuen Landtags und der daraufhin erfolgten Wiederwahl Müller von Reichensteins zum Abgeordneten des Abgeordnetenhauses.